# Zespół klasztorny kapucynów w Warszawie
Zespół klasztorny kapucynów w Warszawie – zespół kościelno-klasztorny Braci Mniejszych Kapucynów znajdujący się przy ul. Kapucyńskiej 4 w Warszawie.
Zespół został zbudowany w latach 1683–1694, stanowił fundację Jana III Sobieskiego. Wzniesiony został jako wotum dziękczynne za zwycięstwo pod Chocimiem i Wiedniem. W jego skład wchodzi budynek klasztoru przy ul. Kapucyńskiej 4 oraz kościół przy ul. Miodowej 13. 

## Historia
Budowę zaczęto 16 lipca 1683 r. Projekt zlecony został Tylmanowi z Gameren przed rokiem 1683. Przy jego budowie pracowali również inni architekci: Izydor Affaita, Augustyn Locci i Carlo Ceroni. Ostatecznie projekt realizacyjny kościoła i klasztoru przygotował Augustyn Locci. Ostatecznie świątynia p.w. Przemienienia Pańskiego o trójprzęsłowej nawie, ujętej niższymi kaplicami, z prezbiterium zamkniętym ścianą prostą i połączonym z chórem zakonnym – otrzymała skromną fasadę rozczłonkowaną pilastrami w wielkim porządku z herbem Sobieskich w tympanonie trójkątnego przyczółka.
W 1681 roku do Warszawy przybył kapucyn ojciec Jakub z Rawenny wraz z trzema zakonnikami. 11 lipca 1683 roku król Jan III Sobieski wystawił dyplom fundacyjny. 16 lipca w obecności królowej Marysieńki i synów królewskich osobiście położył kamień węgielny pod budowę świątyni.
W 1864 r. w wyniku ukazu kasacyjnego zakonów klasztor kapucynów warszawskich został zamknięty, a kościół przekazany władzy diecezjalnej. W 1888 rozebrano budynki klasztorne, a w ich miejscu powstała ulica Kapucyńska. Dziesięć lat później przeprowadzono renowację świątyni i wzniesiono nowy budynek – plebanię.
W 1918 r., po odzyskaniu niepodległości, kapucyni powrócili do swej warszawskiej siedziby.
Podczas powstania warszawskiego w 1944 r. kościół uległ znacznym zniszczeniom. W pożarach spaliły się ołtarze (z wyjątkiem jednego), obrazy Szymona Czechowicza oraz cenne dzieła innych artystów. Po zakończeniu wojny przystąpiono do odbudowy. Już w 1945 r. zabezpieczono stropy, wywieziono gruz i oszklono okna. Położono też nowy dach. Poświęcenie kościoła odbyło się 8 września 1946 r.
W 1965 kościół i klasztor zostały wpisane do rejestru zabytków.
W 1983 r., z racji 300-lecia Odsieczy Wiedeńskiej, papież Jan Paweł II, 17 czerwca, odwiedził świątynię kapucynów i nawiedził urnę z sercem króla Jana III.